# مانوئلا سائنس
مانوئلا سائنس آیسپورو (اسپانیایی: Manuela Sáenz Aizpuru‎؛ ۲۷ دسامبر ۱۷۹۷ – ۲۳ نوامبر ۱۸۵۶) انقلابی اهل اکوادور بود.

## زندگی
او که در کیتو به‌دنیا آمد فرزند نامشروع ماریا ژاکوئینا آیزپورو از اکوادور و سیمون سئنز ورگارا، نجیب‌زاده متأهل اسپانیایی بود.

### سال‌های در تبعید و مرگ (۱۸۳۵–۱۸۵۶)
هنگامی که او در در ۱۸۳۵ تلاش کرد به اکوادور بازگردد، رئیس‌جمهور اکوادور، ویسنته روکافوئرته، گذرنامه‌اش را باطل کرد. سئنز به شمال پرو رفت و در شهر ساحلی کوچک پایتا مشغول زندگی شد. برای بیست و پنج سال بعد، این تهی‌دستِ رانده‌شده با فروش تنباکو و ترجمهٔ نامه‌های شکارچیان نهنگ آمریکای شمالی که به معشوقه‌های خود در آمریکای لاتین نامه می‌نوشتند، زندگی‌اش را گذراند. او در طی این مدت با نویسندهٔ آمریکایی هرمان ملویل، و جوزپه گاریبالدی انقلابی ملاقات کرد.
مانوئلا پس از افتادن از پله‌های خانه‌اش، ازکارافتاده شد و در ۲۳ نوامبر ۱۸۵۶، بر اثر ابتلاء به بیماری در اپیدمی دیفتری، در پایتا درگذشت. جسد او در یک گور دسته‌جمعی دفن و وسایل و اموالش سوزانده شد.